# Дилтинс, Рул
Рул Дилтинс (нидерл. Roel Dieltiens; род. 1957, Антверпен) — бельгийский виолончелист. Сын композитора Лоде Дилтинса.
До 14-летнего возраста занимался фортепиано, однако затем перешёл на виолончель. Окончил Антверпенскую консерваторию, ученик Андре Мессенса; затем совершенствовал своё мастерство в Детмольде под руководством Андре Наварра и в Женеве у Пьера Фурнье, частным образом занимался у Этьенна Паскье. Изучал также композицию в Брюсселе у Виктора Легле, в дальнейшем посвятившего ученику свой концерт для виолончели с оркестром.
При поддержке Эжена Трея начал Дилтинс начал концертную деятельность ещё в студенческие годы. Считается специалистом по старинной музыке, увлечение которой пришло к нему благодаря студенческому знакомству с Йосом ван Иммерселом. Регулярно выступает с ансамблями аутентистов (в том числе под руководством Франса Брюггена). Выступал также с пианистом Робертом Грослотом, в камерных составах под руководством Андре Гертлера и Вальтера Буйкенса, многие годы аккомпанировал Рене Якобсу. Дилтинс также руководит ансамблем старинной музыки Ensemble Explorations. Он записал все виолончельные сюиты Иоганна Себастьяна Баха, сонаты и концерты Антонио Вивальди, альбом с произведениями Огюста Франкомма. В то же время сотрудничает с рядом современных композиторов, в том числе с Уильямом Болкомом.
Преподаёт в Цюрихе и Лёвене. В 2002 году входил в состав жюри Международного конкурса имени Чайковского.
Старший брат Кун Дилтинс — известный в Бельгии исполнитель на продольной флейте.